# ガステリア属
ガステリア属 Gasteria はアロエに近い多肉植物。その姿と花の美しさから観賞用に栽培されるものを多く含む。

## 特徴
多くは小型の多年生草本で多肉植物。茎が長く伸びる種もあるが、多くは無茎で、地上から葉を密生する。葉は多肉質で扁平なものが多く、舌状や剣状のものが多い。葉色は濃い緑だが縁やその表の面や裏面に白い筋斑や斑点、結節などを持つものが多い。多くは2列互生だが螺旋状のロゼットを形成するものもある。
花は株の中央から伸び出した花茎の上に総状か円錐状の花序を形成し、個々の花は俯いて咲く。花は筒状だが基部が丸く膨らむ。多くは蕾の時に赤くて先端が緑で、この緑の部分は開花すると黄色に変わる。開花しても花被が開くことはほとんどなく、先端が僅かに開く程度か、開かないものもあり、また一部では雄蘂が花被より先に抜き出る。
学名は胃を意味するgasterにより、これは花の基部が膨らんでいることからの命名である。

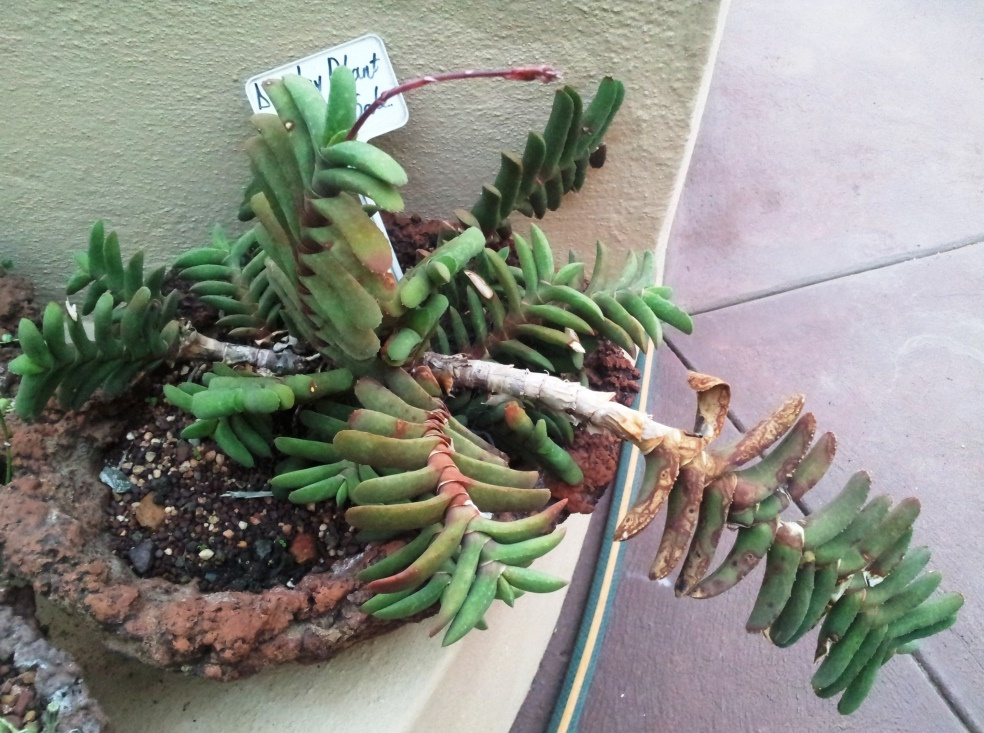
G. rawlinsonii 茎が伸びるタイプ
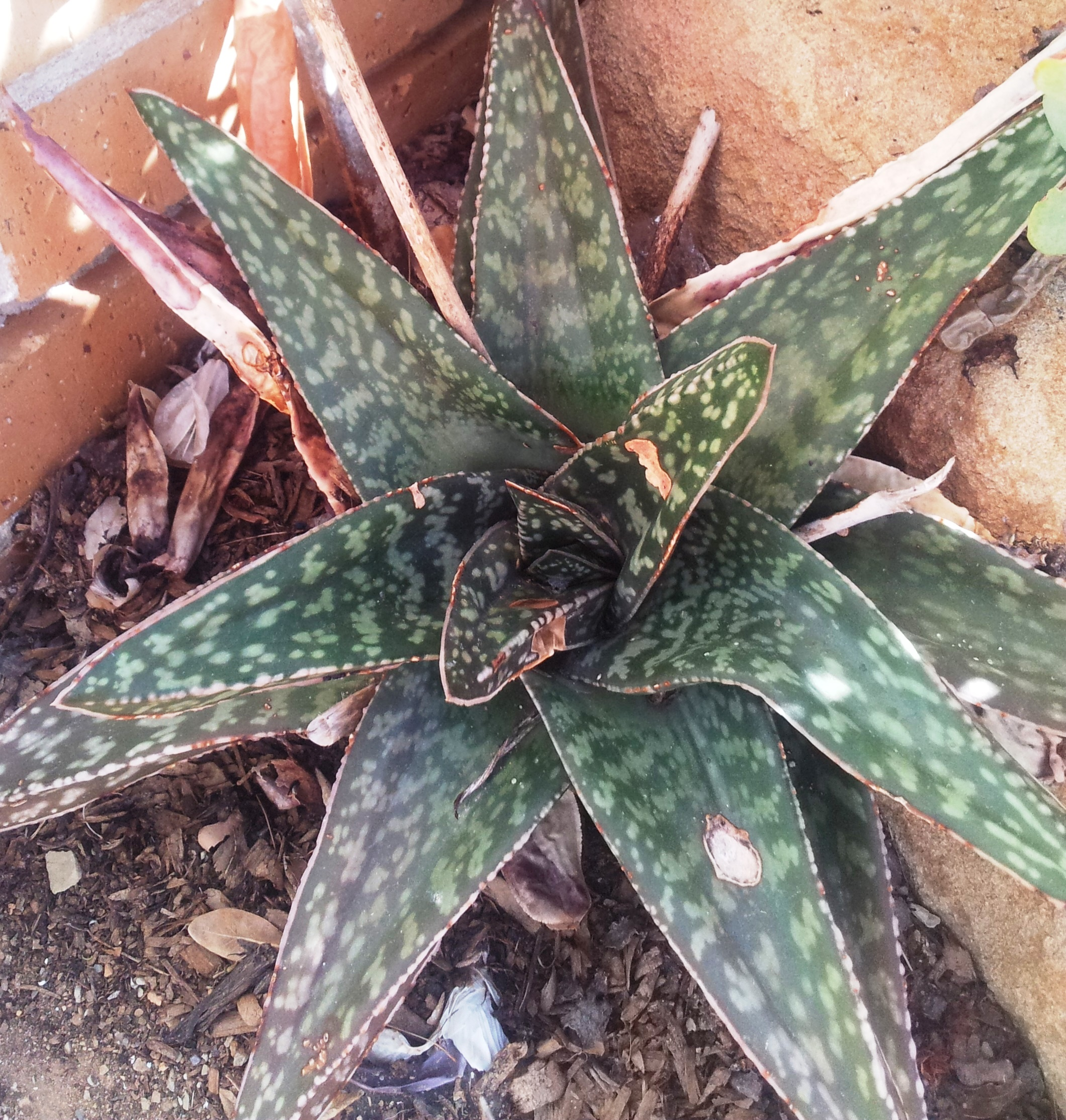
G. excelsa ロゼットを形成するもの
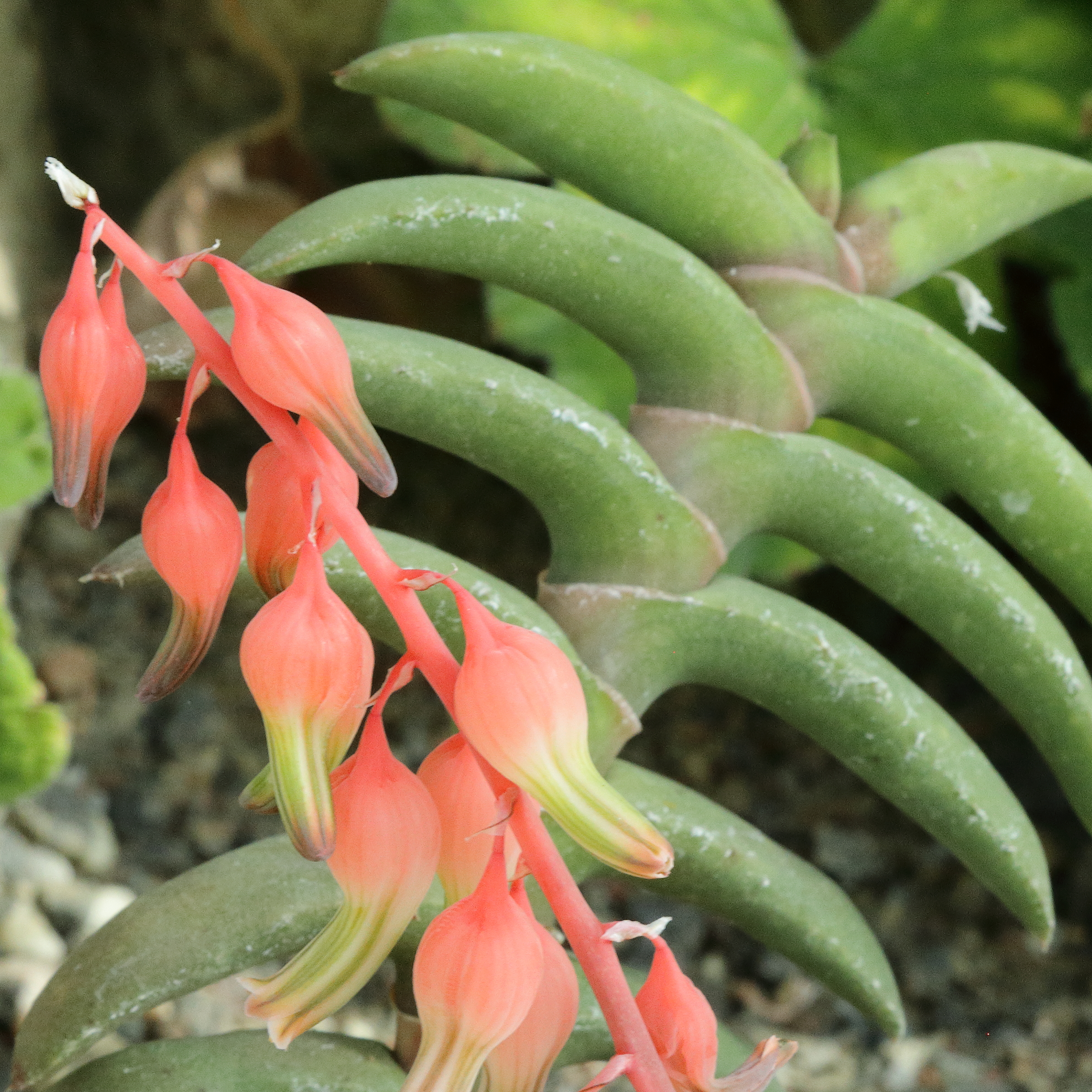
G. rawlinsonii 花

## 種
代表的なものを挙げる。
- Gasteria
  - G. armstrongii：臥牛
  - G. batesiana：春鶯囀
  - G. bekeri：聖牛
  - G. carinata
  - G. dicta
  - G. gracilis：虎の巻
  - G. humilis
  - G. liliputana
  - G. marmorata
  - G. neliana
  - G. pillansii
  - G. stayneri
  - G. verrucosa

## 分布
南アフリカのケープ地方に分布。一部にナミビアまでの分布がある。

## 分類
当初はアロエ属に所属させており、後にハオルシア属と共に独立させた。アロエ科に含めた時期もある。種数は50種、80種との数字もあるが、近年は16種とも。

## 利用
多肉植物として観賞用に栽培される。特に本属は多肉植物として最初に植栽が始まったものである由。「熱心な栽培家により育種がはかられている」ものもあって園芸品種の作出も行われている。
栽培はきわめて容易で「どんなことをしても枯れない」とか「粗放な管理にも耐える」などとさえ書かれている。
また本属と近縁属との間に人工交配も行われ、属間雑種も作出されている。以下のような例がある。ただし稔生はなく、それ以上の交配は出来ないとのこと。
- ×Gastrolea　ガストロレア：アロエ属との属間交配
- ×Gasterhaworthia　ガステルハオルシア：ハオルシア属との属間交配